# غلوكيل من هاملن
غلوكيل من هاملن، يكتب الاسم بعدة طرق (نحو عام 1646- 19 سبتمبر عام 1724) سيدة أعمال وكاتبة يوميات ألمانية يهودية. كتبت بلغتها الأصلية «الإيدش الغربية» على مدار ثلاثين عامًا. كان القصد من تلك المذكرات أن تكون بمثابة وصية أخلاقية لأطفالها وأحفادها من بعدها. تعتبر مذكرات غلوكيل المذكرات الوحيدة ما قبل العصرية المكتوبة بلغة الإيدش من قبل امرأة. قدمت هذه المذكرات صورة قريبة جدًا عن الحياة الألمانية-اليهودية ما بين أواخر القرن السابع عشر وأوائل القرن الثامن عشر، فأصبحت مصدرًا مهمًا للمؤرخين وعلماء اللغة وعلماء الاجتماع والنقاد الأدبيين واللغويين على حد سواء.

## خلفية

### اتفاقيات التسمية
كان اسم «غلوكيل» شائعًا في فترة العصور الوسطى وهو تصغير لاسم «غلوك»، وهو كذلك الترجمة الألمانية للاسم العبري «مازال» الذي يعني «الحظ الجيد». استُخدم اسم «مازال» حصرًا من قبل اليهود المشرقيين (سفارديم)، بينما استخدم اليهود الغربيين (أشكينازي) إما التنويعات الألمانية من كلمة «غلوك» و«غليوك» أو النسخة اليديشية «غليك». أما اللاحقة «يل» فهي تصغير يشير إلى معنى «صغير» أو «شيء صغير» واستخدم في اللغة اليديشية وفي التنويعات الألمانية لكلمة «غلوك» ليصبح تصغيرها «غلوكيل». استخدم هذا التباين الارستقراطي الزائف «غلوكيل من هاملن» من قبل المحرر في أول إصدار للمذكرات باللغة اليديشية.
على الرغم من الإشارة إلى اسمها بالعديد من التنويعات اللفظية، إلا أن اسمها المفضل سيكون دومًا «غليكل باس يهوذا ليب» بمعنى «غليكل ابنة يهوذا ليب»، تماشيًا مع تقاليد التسمية اليهودية في وقتها.

## حياتها ووفاتها
ولدت غلوكيل ضمن عائلة ثرية في مدينة هامبورغ في عام 1646 أو 1647، وهي واحدة من بين ستة أبناء ولدوا ليهوذا جوزيف ليب وزوجته الثانية بيلا. فكان لديها شقيق واحد هو وولف، وخمس شقيقات: ريبيكا وإلكيل وهينديل ومايت. كان والدها تاجر ألماس ناجح وخادم في الكنيس وقائد ضمن المجتمع اليهودي. انخرطت والدتها كذلك في هذا العمل. في عام 1649، عندما كان عمر غلوكيل أقل من ثلاث سنوات، طُردت عائلتها وبقية يهود هامبورغ الأشكيناز إلى ألتونا. لطالما كان والدها من الرجال المحترمين في هامبورغ لذلك كان أول ألماني يهودي يسمح له بالعودة. أصر والد غلوكيل على أن يكون جميع أطفاله متدينين ومتعلمين جيدًا، بما في ذلك بناته جميعًا. على الرغم من عدم قدرة غلوكيل على دراسة التوراة، إلا أنها تلقت تعليمًا رسميًا في شيدر، المدرسة الابتدائية اليهودية التقليدية حيث تعلمت اللغة العبرية وأساسيات الديانة اليهودية.
عندما كانت غلوكيل في الثانية عشرة من عمرها، خطبت إلى هايم من هاملن وتزوجته في عام 1660 في عمر الرابعة عشرة. سكن الاثنان بعد زواجهما في منزل والدي العريس في هاملن. بعد عام من ذلك انتقل الزوجان للعيش مع والدي غلوكيل في هامبورغ حيث بدأ هايم بتجارة الذهب وأصبح رجل أعمال ثري. وبعد عام آخر أصبح الزوجان والدين للمرة الأولى. ساعدت غلوكيل زوجها في تجارة اللؤلؤ الصغير لتتولى في نهاية المطاف أعمال العائلة بعد وفاته عام 1689. كانت غلوكيل واحدة من بين نساء قليلات يسافرن لوحدهن لإدارة أعمال تجارية في الأسواق الأوروبية والمعارض. حافظت غلوكيل على حياة اجتماعية نشيطة للغاية تطلبت أحيانًا أسفارًا مطولة إلى جانب توليها المعاملات التجارية. تخبر غلوكيل في مذكراتها عن تلك الأسفار إلى مدن عديدة مثل أمستردام وبامبيرغ ودانزيج وهانوفر وهيلدشايم وكوبنهاغن وفرانكفورت ولايبزيغ وبرلين وفيينا وميتز وباريس.
كان لدى غلوكيل وهايم 14 طفلًا، بقي 13 منهم على قيد الحياة حتى سن البلوغ: زيبورا (نحو.1661)، نيثان (نحو. 1663)، ماتا (نحو. 1666)، مورديتشاي (نحو. 1670)، هانا (نحو.1672)، لويب (نحو.1673)، إيثير (نحو.1677)، جوزيف (نحو.1677)، هينديلتشين (نحو.1678)، صموئيل (نحو.1680)، فرويدشن (نحو.1684)، موسى (نحو.1685) وميريام (نحو.1686). شعرت غلوكيل بالفخر العظيم لحقيقة أن معظم أبنائها قد تزوجوا من بعض أبرز العائلات اليهودية في أوروبا.
تزوجت غلوكيل في عام 1700 بعد 11 عام من وفاة زوجها السابق هايم، بعد رفضها لعدد من عروض الزواج، لكنها أذعنت أخيرًا لاقتناعها بأن زواجها مرة أخرى من شأنه أن يحمي مستقبل أبنائها. كان زوجها الثاني كريف ليفي، مصرفيًا ناجحًا وخادم كنيس من ميتز. بعد سنتين من زواجهما، تعرض ليفي للإفلاس ولم يخسر أمواله فحسب بل أموال غلوكيل أيضًا. توفي ليفي في عام 1712 وهو في خضم آلام إفلاسه تاركًا غلوكيل أرملة للمرة الثانية. عاشت غلوكيل لوحدها خوفًا من أن تصبح عبئًا ثقيلًا على أبنائها، وبقيت بمفردها حتى عانت من مرض شديد واعتنت بنفسها في عام 1715. في عمر السبعين وبعد التماسٍ شديد من أولادها، انتقلت غلوكيل للعيش مع ابنتها إيثير وصهرها موسى.
توفيت غلوكيل وفاة طبيعية في 19 سبتمبر عام 1724 في ميتز.